# Eupithecia penumbrata
Eupithecia penumbrata är en fjärilsart som beskrevs av Richard F. Pearsall 1912. Eupithecia penumbrata ingår i släktet Eupithecia och familjen mätare. Inga underarter finns listade i Catalogue of Life.